# Ainuska Kalil kysy
Ainuska Kalil kysy (kirgisisch Айнуска Калил кызы; * 9. Dezember 2003) ist eine kirgisische Leichtathletin, die sich auf den Mittelstreckenlauf spezialisiert hat.

## Sportliche Laufbahn
Erste internationale Erfahrungen sammelte Ainuska Kalil kysy im Jahr 2019, als sie bei den Jugendasienmeisterschaften in Hongkong in 2:19,35 min den siebten Platz im 800-Meter-Lauf belegte. 2022 schied sie bei den U20-Weltmeisterschaften in Cali mit 2:12,42 min in der ersten Runde über 800 Meter aus und anschließend belegte sie bei den Islamic Solidarity Games in Konya in 2:13,92 min den siebten Platz. Zudem gelangte sie im 1500-Meter-Lauf mit 4:32,52 min auf Rang neun. Im Jahr darauf belegte sie bei den Hallenasienmeisterschaften in Astana in 4:26,96 min den sechsten Platz über 1500 Meter und gelangte im 3000-Meter-Lauf mit 9:18,41 min auf Rang fünf. Im August wurde sie bei den World University Games in Chengdu mit 16:57,16 min auf Zwölfte über 5000 Meter und im Oktober gelangte sie bei den Asienspielen in Hangzhou mit 16:37,42 min auf Rang zehn. 2024 gewann sie bei den Hallenasienmeisterschaften in Teheran in 4:35,29 min die Silbermedaille hinter der Inderin Harmilan Bains und über 3000 Meter sicherte sie sich in 9:27,18 min die Bronzemedaille hinter der Japanerin Yuma Yamamoto und Ankita Dhyani aus Indien. Im Jahr darauf kam sie bei den Asienmeisterschaften in Gumi über 5000 Meter nicht ins Ziel. Im Juli belegte sie bei den World University Games in Bochum in 1:14:41 h den achten Platz im Halbmarathon.
2022 wurde Kalil kyzy kirgisische Meisterin im 800-Meter-Lauf.

## Persönliche Bestleistungen
- 800 Meter: 2:12,42 min, 1. August 2022 in Cali
- 1500 Meter: 4:27,55 min, 4. Juni 2022 in Taschkent
  - 1500 Meter (Halle): 4:26,96 min, 11. Februar 2023 in Astana
  - 3000 Meter (Halle): 9:18,41 min, 10. Februar 2023 in Astana
- 5000 Meter: 16:05,88 min, 12. Mai 2024 in Taschkent
- Halbmarathon: 1:14:09 h, 30. Oktober 2022 in Türkistan